# Episodi di Stumptown
La prima ed unica stagione della serie televisiva Stumptown, composta da 18 episodi, è stata trasmessa negli Stati Uniti per la prima volta dall'emittente ABC dal 25 settembre 2019 al 25 marzo 2020.
In Italia la stagione va in onda in prima visione sul canale satellitare Fox dal 20 novembre 2019 all'11 agosto, subendo delle pause e una trasmissione non regolare a causa delle disposizioni di emergenza legate alla diffusione del coronavirus COVID-19..
| nº | Titolo originale                           | Titolo italiano                               | Prima TV USA      | Prima TV Italia  |
| -- | ------------------------------------------ | --------------------------------------------- | ----------------- | ---------------- |
| 1  | Forget It Dex, It's Stumptown              | Lascia perdere, Dex. È Stumptown              | 25 settembre 2019 | 20 novembre 2019 |
| 2  | Missed Connections                         | Connessioni mancanti                          | 2 ottobre 2019    | 20 novembre 2019 |
| 3  | Rip City Dicks                             | I due segugi di Portland                      | 9 ottobre 2019    | 27 novembre 2019 |
| 4  | Family Ties                                | Legami familiari                              | 16 ottobre 2019   | 4 dicembre 2019  |
| 5  | Bad Alibis                                 | Pessimi alibi                                 | 30 ottobre 2019   | 11 dicembre 2019 |
| 6  | Dex, Drugs and Rock & Roll                 | Dex, droga e rock&roll                        | 6 novembre 2019   | 18 dicembre 2019 |
| 7  | November Surprise                          | Sorpresa di novembre                          | 20 novembre 2019  | 12 febbraio 2020 |
| 8  | The Other Woman                            | L'altra donna                                 | 4 dicembre 2019   | 19 febbraio 2020 |
| 9  | Dex Education                              | Dexeducazione                                 | 11 dicembre 2019  | 26 febbraio 2020 |
| 10 | Reality Checks Don't Bounce                | Se stai con i piedi per terra, vinci sempre   | 8 gennaio 2020    | 4 marzo 2020     |
| 11 | The Past and the Furious                   | Past and Furious                              | 15 gennaio 2020   | 11 marzo 2020    |
| 12 | Dirty Dexy Money                           | Dirty Sexy Money                              | 22 gennaio 2020   | 18 marzo 2020    |
| 13 | The Dex Factor                             | Il fattore Dex                                | 5 febbraio 2020   | 25 marzo 2020    |
| 14 | Til Dex Do Us Part                         | Finché Dex non ci separi                      | 12 febbraio 2020  | 1º aprile 2020   |
| 15 | At All Costs: The Conrad Costas Chronicles | A tutti i costi: le cronache di Conrad Costas | 19 febbraio 2020  | 8 aprile 2020    |
| 16 | All Quiet On the Dextern Front             | Niente di nuovo sul fronte Occidextale        | 4 marzo 2020      | 11 agosto 2020   |
| 17 | The Dex Files                              | Segreti e bugie                               | 18 marzo 2020     | 11 agosto 2020   |
| 18 | All Hands on Dex                           | La resa dei conti                             | 25 marzo 2020     | 11 agosto 2020   |